# 土屋夏彦
土屋 夏彦（つちや なつひこ、1957年7月16日 - ）は、東京都中野区生まれ、吉祥寺育ちの元ラジオプロデューサー。愛称はツッチー。

## 略歴
- 成蹊中学校時代に同級生の本多俊之（サックス奏者）と出会い、ジャズの道にはまる。ピアノやオルガンといったキーボードを演奏する。
- シンセサイザーへの憧れから上智大学理工学部電気電子工学科に入学し、当時はまだめずらしい「マイコン」を制作しての回路解析など、今で言うハードとソフトを一人で作る傍ら、ビッグバンドやロックバンドのキーボード演奏に明け暮れる。
- 同大学に於ける卒論のテーマは「高層ビルにおいてのエレベーターの分散制御」。

## メディアプロデューサーとしての活動（ニッポン放送時代）
- 1980年、5000分の1という難関をコネで突破してニッポン放送に入社。入社時は技術系であったが、非凡な才能を発揮して制作畑に転進。
  - ディレクター、プロデューサーとして、数多くの番組企画制作、メディアミックス企画、イベント企画を担当。「10回クイズ」「ヒランヤ」「究極の選択」といったラジオ発のヒット企画も数多く生み出す。
  - 特に1995年からは「ゲルゲットショッキングセンター」という有名人が持ち込む私物、お薦めの品をラジオでリアルタイムでゲットできる番組をスタート。アシスタントは仲間由紀恵など。「井手コウジ」という当時ブランニューモンキーズというテレビ朝日のえびす温泉から出た新人ラッパーを起用し10時から深夜1時の3時間を制す人気番組となる。

## インターネット業界への転身（So-net入社以後）
- ニッポン放送退社後、ソニーコミュニケーションネットワーク（現・ソニーネットワークコミュニケーションズ）に入社。CS放送「So-net Channel749」のビジネス化を進め、韓国ドラマの配信・リリースをプロデュース。現在の韓流ブームの端緒を切る「アジアドラマチックTV★So-net」へと発展させた。

- 2004年　コールドブレスと提携しキャラクターコミュニケーションサービス「リヴリーアイランド」（現・Lively Island COR）をスタートさせる。毎年「研究発表会」と称したユーザー向けのリアルイベントを実施し、リアルとネットの連携に尽力。Kiss-FMとのコラボレーションなど他の企業との連携も積極的に行った。

- 2006年　株式会社手嶋屋との提携により、誰でもSNSオーナーになれる「So-net SNS」をスタートさせる。
- 2007年　「モバイルビジネス室」（現・デジタルコンテンツ事業部）を新設。同社が運営しているモバイルコンテンツを一か所に統合し、サービスドライブの迅速化を図る。

- 2008年よりメディア・エンタテインメントグループ　エグゼクティブプロデューサーとして、新規事業開発セクション「プロジェクト室」を新設（2010年現在は消滅）。
- 2009年3月　株式会社クウジットのPlaceEngineと株式会社ハドソンの「めざせ！釣りマスター」との事業提携を行い、GPS位置情報連動型釣りゲーム「ココ釣りマスター」のプロデュースを担当する。
- 2009年9月　株式会社ミクシィが運営するソーシャルサプリサービス「mixiアプリモバイル」に参入し、同サービス内に「ココ釣りマスターmixi」をリリースさせる（2010年現在終了）。同年12月、株式会社プラチナエッグとの提携により「mixiアプリ」PC版と「mixiアプリモバイル」両方が連係して楽しめるマルチプラットフォーム型RPG「アヒルのダンジョン」をプロデュースした（2010年現在終了）。

- 2010年より自らの知識・経験を生かしたメディアクリエイターとしての活動を開始。CNETのブログ執筆やbayfm「金つぶ」でのパーソナリティ活動など精力的に活動している。

- 2015年5月31日　ソネット株式会社を退社。

## 担当番組
- タモリのオールナイトニッポン ディレクター
- 中島みゆきのオールナイトニッポン ディレクター
- ビートたけしのオールナイトニッポン ディレクター
- 三宅裕司のヤングパラダイス ディレクター
- 高田文夫のラジオビバリー昼ズ ディレクター・プロデューサー
- ゴッドアフタヌーン アッコのいいかげんに1000回 ディレクター
- 伊集院光のOh!デカナイト ディレクター
- ゲルゲットショッキングセンター プロデューサー
- 木村匡也のオールナイトニッポン 「デジタルウッドストック」プロデューサー
- 週刊★ロマン鉄道 プロデューサー
- 金つぶ 「ITニュースウェブ」解説

他多数

## 関連書籍
- 飛んでけ!ツッチー（角川書店）